# Pablo Echarri
Pablo Daniel Echarri (ur. 21 września 1969 w Avellaneda, w prowincji Buenos Aires, części Wielkiego Buenos Aires) – argentyński aktor i reżyser filmowy i telewizyjny. Wśród jego najbardziej udanych dzieł są telenowele – Na zawsze Julia (Resistiré) i Hrabia Monte Christo (Montecristo) oraz filmy – Buenos Aires 1977 (Peligrosa obsesión) i Metoda (El Método). Jest fanatycznym kibicem piłki nożnej, jego ulubionym klubem piłkarskim jest niezależny Independiente.

## Życiorys
Urodził się i dorastał w skromnej rodzinie Antonio Echarri, właściciela kiosku z gazetami. Ma siostrę Roxanę, która została politologiem. W okresie dojrzewania miał powodzenie u dziewcząt. Uczęszczał do szkoły rzemiosł artystycznych, gdzie kształcił się na złotnika. Uczył się zawodu hydraulik, pobierał lekcje rysunku i języka angielskiego oraz trenował judo. Pracował jako kadet, sprzedawca biżuterii na ulicy, pracownik w magazynie odzieży dla kobiet oraz dżinsów w butiku.
W wieku osiemnastu lat uczęszczał na kursie aktorstwa teatralnego pod kierunkiem Lito Cruz i odkrył, że chce zostać aktorem. Kandydował do udziału w sitcomie Telefe Przyjaciele są przyjaciółmi (Amigos son los Amigos, 1989), ale nie dostał roli. Po raz pierwszy pojawił się w dwóch odcinkach telenoweli Canal 9 Komedia wysoka (Alta comedia, 1993) z udziałem Ricardo Darína, Facundo Arany, Natalii Oreiro, Victorii Onetto i Pablo Rago. W 1994 roku, w wieku dwudziestu pięciu lat wyprowadził się z domu rodziców.
Następnie wystąpił w telenowelach: Tylko dla pary (Sólo para parejas, 1994) z Victorią Onetto, Niezdobyte serce (Inconquistable corazón, 1994) z Natalią Oreiro, Mała kobietka (Por siempre mujercitas, 1995-96) z Cariną Zampini, Pablo Rago i Verónicą Vieyrą, Chiquititas (1997) z Luciano Castro, Michelem Brownem, Emanuelem Ortegą, Andreą Del Boca i Marcosem Pasquimem, Moja, tylko moja (Mía sólo mía, 1997) z Andreą Del Boca i Paz Vegą. Jego pełnometrażowym debiutem kinowym był dramat Wieś (El Desvío, 1998). Wystąpił na scenie w komedii Wiliama Shakespeare’a Sen nocy letniej (Puck, sueño de una noche de verano, 1998), gdzie pracował po raz drugi z aktorką Paolą Krum. Jako Ignacio w dramacie Samotni ludzie (Solo gente, 1999; nagroda dla najlepszego aktora na festiwalu filmowym w Hawanie) oraz za postać Huguito w thrillerze Historia pewnej ucieczki (Crónica de una fuga, 2006; nagroda ACE (Asociación de Cronistas de Espectáculos) dla najlepszego aktora drugoplanowego) został nominowany do nagrody Srebrnego Kondora.
Za rolę Martína Giméneza w telenoweli AZUL Televisión Poszukiwania (Los Buscas de siempre, 2000) otrzymał nagrodę Martína Fierro. Po dwóch latach nieobecności w telewizji i w kiepskim stanie psychicznym, sławę przyniosła mu kreacja Diego Moreno w telenoweli Telefe Na zawsze Julia (Resistiré, 2003). Za rolę Ricardo w thrillerze psychologicznym Metoda (El Método, 2005) z Eduardo Noriegą i Eduardem Fernándezem został uhonorowany nagrodami – ACE (Asociación de Cronistas de Espectáculos) dla najlepszego aktora drugoplanowego i Unión de Actores oraz zdobył nominację do nagrody Goya. Postać Santiago Diaz Herrery w telenoweli Telefe Hrabia Monte Christo (Montecristo, 2006) przyniosła mu drugą nagrodę Martína Fierro. W 2006 roku zadebiutował jako reżyser teledysku zespołu rockowego Balas Perdidas (Zabłąkana Kula).
Przez sześć lat był związany z Natalią Oreiro. W 2000 roku związał się z aktorką Nancy Dupláa. 10 lutego 2007 wzięli ślub. Mają córkę Morenę (ur. 2004).

## Filmografia

### Filmy fabularne
| Rok  | Tytuł                                          | Rola         |
| ---- | ---------------------------------------------- | ------------ |
| 1998 | Wieś (El Desvío)                               | Mauro        |
| 1999 | Moja Alma (Alma mía)                           | Leo          |
| 1999 | Horosi i demony (Héroes y demonios)            | Gabriel      |
| 1999 | Samotni ludzie (Sólo gente)                    | Ignacio      |
| 2000 | Spalona forsa (Plata quemada)                  | El Cuervo    |
| 2002 | Nie idź tam beze mnie (No debes estar aquí)    | Gonzalo      |
| 2002 | Pasja (Apasionados)                            | Nico         |
| 2003 | Grzeszna ucieczka (El Séptimo arcángel)        | Luciano      |
| 2004 | Buenos Aires 1977 (Peligrosa obsesión)         | Javier Labat |
| 2005 | Metoda (El Método)                             | Ricardo      |
| 2006 | Historia pewnej ucieczki (Crónica de una fuga) | Huguito      |
| 2007 | One musieli coś zrobić (Algo habrán hecho)     | Julio        |
| 2009 | Boca de Santos                                 |              |

### Telenowele/seriale TV
| Rok       | Tytuł                                                             | Rola                  |
| --------- | ----------------------------------------------------------------- | --------------------- |
| 1993      | Komedia wysoka (Alta comedia)                                     |                       |
| 1994      | Tylko dla pary (Sólo para parejas)                                | Gastón Urquijo        |
| 1994      | Niezdobyte serce (Inconquistable corazón)                         | Charly                |
| 1995–1996 | Mała kobietka (Por siempre mujercitas)                            |                       |
| 1997      | Chiquititas                                                       | Salvador              |
| 1997      | Znak (El Signo)                                                   | Młody mężczyzna       |
| 1997      | Moja, tylko moja (Mía sólo mía)                                   | Juan Pablo Zamorano   |
| 1998      | Susana Giménez                                                    | Juan Pablo Zamorano   |
| 2000      | Poszukiwania (Los Buscas de siempre)                              | Martín Giménez        |
| 2003      | Na zawsze Julia (Resistiré)                                       | Diego Moreno          |
| 2006      | Czarownica (Hechizada)                                            |                       |
| 2006      | Hrabia Monte Christo (Montecristo/Monte Cristo: Love and Revenge) | Santiago Diaz Herrera |
| 2007      | Opowieści Fontanarrosy (Los Cuentos de Fontanarrosa)              | Andreas               |
| 2008      | Partnerzy (Socias)                                                |                       |